# Président de la Junte générale de la principauté des Asturies
Le président de la Junte générale de la principauté des Asturies est le député chargé d'occuper la présidence de la Junte générale de la principauté des Asturies. Après le président de la principauté des Asturies, il est la deuxième autorité de la communauté autonome.
Le titulaire de ce poste est, depuis le 26 juin 2023, le socialiste Juan Manuel Cofiño.

## Élection
Il est élu lors de la première séance qui suit la tenue des élections à la Junte générale (sesión constitutiva), ou lors de la première séance plénière (pleno) qui suit la démission du titulaire.
La majorité absolue des députés élus est requise lors du premier tour. En cas d'échec, un second tour est organisé immédiatement après la proclamation des résultats par le président de séance, où la majorité simple est cette fois suffisante, entre les deux candidats en tête. Si les deux candidats arrivent à égalité, un nouveau vote intervient pour les départager. Si aucun candidat n'est élu au bout de trois autres votes, le candidat proposé par le parti le plus voté lors des élections est désigné président. Chaque député est libre d'écrire le nom qu'il souhaite sur son bulletin de vote, même si ceux du groupe majoritaire votent toujours pour un candidat préalablement désigné par leur parti.
Son mandat prend fin en cas de décès, démission, perte de la qualité de député, ou à la suite de la dissolution de la Junte générale, prélude à la tenue de nouvelles élections.

## Fonctions
Il préside les séances plénières, dont il assure l'ouverture, la clôture et la fixation de l'ordre du jour en collaboration avec la conférence des porte-parole. Il préside également les réunions de la conférence des porte-parole et de la députation permanente.
Chargé de diriger les débats et d'en contrôler le bon ordre, lui seul peut donner la parole et la retirer. Il a la faculté de rappeler un député ou l'ensemble de l'assemblée à l'ordre, d'expulser immédiatement, pour une ou deux séances, tout député qui a été rappelé trois fois à l'ordre, qui n'a pas quitté la salle des séances après le prononcé d'expulsion, ou qui a produit un désordre grave du fait de sa conduite.
Il s'assure de la bonne application du règlement, de son interprétation après validation par la conférence des porte-parole, et de la bonne marche des travaux parlementaires.
Il doit convoquer une séance plénière de la Junte générale dans le délai de 10 jours à compter de la constitution de celle-ci ou de la démission du président de la principauté afin d'élire un nouveau président de la principauté.
En cas de vacance, d'absence ou d'impossibilité, il est remplacé par un vice-président, selon l'ordre d'élection.

## Titulaires
| Législature | Titulaire                    | Parti                                | Parti | Élection                             | Date de début   | Date de fin    |
| ----------- | ---------------------------- | ------------------------------------ | ----- | ------------------------------------ | --------------- | -------------- |
| Ire         | Juan Ramón Zapico García     |                                      | PSOE  | 1er tour : 45 voix                   | 31 mai 1983     | 8 juillet 1987 |
| IIe         | Antonio Landeta              |                                      | AP    | 1er tour : 25 voix                   | 8 juillet 1987  | 21 juin 1991   |
| IIIe        | Laura González Álvarez       |                                      | IU    | 1er tour : 27 voix                   | 21 juin 1991    | 8 janvier 1993 |
| IIIe        | Eugenio Carbajal             |                                      | PSOE  | 1er tour : 20 voix 2d tour : 21 voix | 25 février 1993 | 23 juin 1995   |
| IVe         | Ovidio Sánchez               |                                      | PP    | 1er tour : 21 voix 2d tour : 21 voix | 23 juin 1995    | 5 mars 1999    |
| IVe         | Faustino González Alcalde    |                                      | PSOE  | 1er tour : 17 voix 2d tour : 19 voix | 18 mars 1999    | 7 juillet 1999 |
| Ve          | María Jesús Álvarez González |                                      | PSOE  | 1er tour : 24 voix                   | 7 juillet 1999  | 17 juin 2003   |
| VIe         | María Jesús Álvarez González | 1er tour : 23 voix                   | PSOE  | 17 juin 2003                         | 21 juin 2007    |                |
| VIIe        | María Jesús Álvarez González | 1er tour : 25 voix                   | PSOE  | 21 juin 2007                         | 15 juin 2011    |                |
| VIIIe       | Fernando Goñi Merino         |                                      | PP    | 1er tour : 25 voix                   | 15 juin 2011    | 27 avril 2012  |
| IXe         | Pedro Sanjurjo               |                                      | PSOE  | 1er tour : 22 voix 2d tour : 22 voix | 27 avril 2012   | 16 juin 2015   |
| Xe          | Pedro Sanjurjo               | 1er tour : 22 voix 2d tour : 22 voix | PSOE  | 16 juin 2015                         | 24 juin 2019    |                |
| XIe         | Marcelino Marcos             |                                      | PSOE  | 1er tour : 26 voix                   | 24 juin 2019    | 26 juin 2023   |
| XIIe        | Juan Manuel Cofiño           |                                      | PSOE  | 1er tour : 23 voix                   | 26 juin 2023    | en fonction    |